# Bresha Webb
Bresha Webb (Baltimore (Maryland), 6 mei 1984) is een Amerikaanse actrice.

## Biografie
Webb werd geboren in Baltimore (Maryland) en haalde haar diploma aan de Baltimore School For The Arts aldaar.
Webb begon in 2007 met acteren in de televisieserie State of Mind, waarna zij nog meerdere rollen speelde in televisieseries en films.

## Filmografie

### Films
- 2021 Song & Story: Amazing Grace - als ??
- 2021 Merry Liddle Christmas Baby - als Kiara
- 2021 The House Next Door - als Allie
- 2020 Merry Liddle Christmas Wedding - als Kiara
- 2020 aTypical Wednesday - als Bailey
- 2020 A Fall from Grace - als Jasmine
- 2020 Merry Liddle Christmas - als Kiara
- 2019 Sextuplets - als Marie
- 2018 Night School - als Denise
- 2018 A Boy. A Girl. A Dream. - als Bresha Webb
- 2018 Acrimony - als jonge Brenda
- 2016 Ever After High: Epic Winter - als Justine Dancer (stem)
- 2016 Meet the Blacks - als Allie
- 2016 Ride Along 2 - als Shayla
- 2014 Ex-Free – als Lela
- 2014 Keep It Together – als Lorraine
- 2014 Hollows Grove - als Julie Mercade
- 2014 At the Devil's Door - als Becky
- 2014 Return to Zero – als verpleegster van Dr. Holden
- 2011 Game Night – als Bresha
- 2008 The American Mall – als Penny

### Televisieseries
Uitgezonderd eenmalige gastrollen.
- 2021-2023 HouseBroken - als Nibbles (stem) - 24 afl.
- 2023 A Million Little Things - als dr. Jessica Bruno - 5 afl.
- 2021 Run the World - als Renee Ross - 8 afl.
- 2019-2020 The Last O.G. - als Faith - 5 afl.
- 2017-2019 Star vs. the Forces of Evil - als diverse stemmen - 9 afl.
- 2017-2018 Marlon - als Yvette - 20 afl.
- 2015 Truth Be Told - als Angie - 10 afl.
- 2010-2014 Love That Girl! – als Imunique – 44 afl.
- 2014 Grey's Anatomy – als Teresa Morris – 6 afl.
- 2013 LearningTown – als Cookie – 10 afl.
- 2008-2009 ER – als Laverne St. John – 10 afl.
- 2007 State of Mind – als Lola – 2 afl.